# بلدة سبولدينغ (ميشيغان)
سبولدينغ (بالإنجليزية: Spaulding Township, Michigan)‏ هي بلدة تقع بولاية ميشيغان في الولايات المتحدة. تبلغ مساحتها 70.9 (كم²)، وترتفع عن سطح البحر 180 م، بلغ عدد سكانها 2399 نسمة في عام تعداد الولايات المتحدة 2000 حسب إحصاء مكتب تعداد الولايات المتحدة وتصل الكثافة السكانية فيها 34.9 نسمة/كم2.

## أعلام
- روبرت د. يونغ

## وصلات خارجية
- The US50 - Cities and Towns in Michigan State
- Michigan Cities and Towns, Facts, Map, Flag, Colleges, Government, and More